# 윈도우 RT
윈도우 RT(Windows RT, 개발명: 윈도우 온 ARM/Windows on ARM)는 태블릿과 같은 ARM 기기들을 위한 윈도우 8 운영 체제 버전이다. 장치 제조업자에게만 직접 판매하는 제품으로(OEM 전용) 일반 소비자에게는 판매하지 않는다.

## 하드웨어 요구사항
- 하드웨어 버튼: 5개의 하드웨어 버튼이 필요하다. (전원, 자동 회전 잠금, 윈도우 키, 소리 크게, 소리 작게) 윈도우 키는 길이가 적어도 10.5 mm가 되어야 한다.
- 5포인트 디지타이저
- 모바일 브로드밴드
- 디스플레이: 최소 32비트 1366x768 순수 디스플레이.
- 근거리 무선 통신
- Control-Alt-Delete를 위한 새로운 버튼 조합: 새로운 옵션으로는 윈도우 키+전원을 누르는 것이다.
- 기억 장치: 최소 10GB의 남은 공간
- 그래픽: WDDM 1.2 드라이버를 포함한 Direct3D 10 지원 장치
- 카메라: 최소 해상도 1280x720
- 저조도 센서: 5-60k 동적 범위에 1-30k 럭스
- 가속도계: 50hz 이상의 데이터 속도를 지원하는 3개의 축
- 자력계, 자이로스코프
- USB 2.0: 적어도 하나의 컨트롤러와 노출되는 포트.
- 시스템 펌웨어: UEFI
- 내장 스피커 및 마이크

## 윈도우 8과의 차이
윈도우 RT는 윈도우 8과 상당한 양의 코드를 공유하지만 일부 기능에서 차이점이 있다.
- 윈도우 RT는 윈도우 미디어 플레이어를 포함하지 않는다.
- 윈도우 RT는 마이크로소프트 오피스 2013 RT를 무료로 포함하고 있으며, 윈도우 8 사용자는 별도로 구매하여야 한다.[3]
- 윈도우 RT는, 윈도우 스토어를 통해서 받은 소프트웨어와 윈도우 RT에 기본 포함된 소프트웨어만 구동할 수 있다.

## 제한
윈도우 런타임 (메트로 스타일 앱)을 이용하여 작성된 소프트웨어만 윈도우 RT에서 실행할 수 있다. 개발자들은 Win32 API를 사용하여 윈도우 RT에서 구동 가능한 응용 프로그램들을 만들 수 없다.

윈도우 RT에서 ARM용으로 포팅된 데스크탑 프로그램을 사용할 수 있도록 탈옥을 할 수 있다.